# Squatina californica
Squatina californica es una especie de elasmobranquio escuatiniforme de la familia Squatinidae.